# Charlotte Berwald
Charlotte Kusk Berwald (født 4. marts 1990) er en prisvindende dansk forfatter, primært kendt for de to Orlapris-vindere "Min kat er seriemorder" og "Min kat er gangster".

## Tidligt forfatterskab
Hun debuterede i 2013 med Blodsøstre, hvor fire unge kvinder med barske oplevelser i bagagen finder sammen på efterskole, og enes om at hævne sig på deres respektive plageånder. De blander blod og starter en voldsspiral, de får svært ved at kontrollere og som til slut får voldsomme konsekvenser. 
Charlotte Berwald udgav senere tre historiske bøger i serien "Tusind Års Skam", der inkluderer "Dukkehuset", "Valkyrien" samt "Storhed og fald".

## Børnebogsforfatter
I de senere år har Charlotte Berwald primært beskæftiget sig med bøger til børn og unge, og det har siden 2018 givet hende fart på karrieren.

### Hestebøgerne
Charlotte Berwald har siden barndommen udvist stor interesse for heste, og interessen for heste har mundet ud i kommercielle successer i form af de to hestebogsserier "Ponyakademiet" og "H for Hest". 
Medio 2024 er der udgivet i alt 11 bøger med udgangspunkt i livet som ung rytter, og mere end 20 er endnu på tegnebrættet.

### Min Kat-bøgerne
I 2021 udgav Charlotte Berwald "Min kat er seriemorder", omhandlende dræberkatten Miki, der har som livsmål at slå sin ejer Nicklas ihjel. Bogen blev i 2022 uventet nomineret til en Orla, og endte også med at vinde i kategorien "Gys og Spænding". Året efter udgav Berwald efterfølgeren "Min kat er Gangster", der i 2023 genvandt Orlaprisen i kategorien "Spænding".
I foråret 2024 udgav Charlotte Berwald tredje bog i serien, der har fået titlen "Min kat er Superskurk".